# Municipio de Adams (condado de Hillsdale)
El municipio de Adams (en inglés: Adams Township) es un municipio ubicado en el condado de Hillsdale en el estado estadounidense de Míchigan. En el año 2010 tenía una población de 2493 habitantes y una densidad poblacional de 26,73 personas por km².

## Geografía
El municipio de Adams se encuentra ubicado en las coordenadas 41°56′39″N 84°32′9″O / 41.94417, -84.53583. Según la Oficina del Censo de los Estados Unidos, el municipio tiene una superficie total de 93.28 km², de la cual 92,3 km² corresponden a tierra firme y (1,06 %) 0,98 km² es agua.

## Demografía
Según el censo de 2010, había 2493 personas residiendo en el municipio de Adams. La densidad de población era de 26,73 hab./km². De los 2493 habitantes, el municipio de Adams estaba compuesto por el 97,35 % blancos, el 0,4 % eran afroamericanos, el 0,44 % eran amerindios, el 0,44 % eran asiáticos, el 0,16 % eran de otras razas y el 1,2 % eran de una mezcla de razas. Del total de la población el 0,6 % eran hispanos o latinos de cualquier raza.